# Kent Carlsson (regatista)
Kent Halvor Carlsson (Gotemburgo, 23 de agosto de 1951) es un deportista sueco que compitió en vela en la clase Finn. Ganó una medalla de bronce en el Campeonato Mundial de Finn de 1974 y una medalla de bronce en el Campeonato Europeo de Finn de 1979.

## Palmarés internacional
| Campeonato Mundial | Campeonato Mundial          | Campeonato Mundial | Campeonato Mundial |
| Año                | Lugar                       | Medalla            | Clase              |
| ------------------ | --------------------------- | ------------------ | ------------------ |
| 1974               | Long Beach (Estados Unidos) | Medalla de bronce  | Finn               |
| Campeonato Europeo |                             |                    |                    |
| Año                | Lugar                       | Medalla            | Clase              |
| 1979               | Malcesine (Italia)          | Medalla de bronce  | Finn               |